# ارنست هینترسییر
ارنست هینترسییر (انگلیسی: Ernst Hinterseer؛ زادهٔ ۲۷ فوریه ۱۹۳۲) اسکی‌باز آلپاین اهل اتریش بود.
وی در مسابقات کشوری و بین‌المللی در مجموع برندهٔ ۱ مدال طلا، ۱ مدال برنز شده‌است.